# Sylvia Fine
Sylvia Fine Kaye (29 de agosto de 1913 – 28 de octubre de 1991) fue una letrista, compositora y productora estadounidense. Muchas de sus composiciones y producciones fueron interpretadas por su marido, el cómico Danny Kaye. Fine ganó un premio Peabody y fue nominada a dos Óscar y dos Emmy a lo largo de su carrera. Ganó un Emmy en 1976 por un especial infantil.

## Primeros años
Sylvia Fine nació en Brooklyn, Nueva York, la menor de los tres hijos de un dentista judío, y creció en el East New York. Asistió al Thomas Jefferson High School y estudió música en el Brooklyn College, donde compuso la música para la alma mater de la escuela, con letra del poeta Robert Friend.

## Carrera y Danny Kaye
Trabajaba como pianista de audiciones cuando conoció a Danny Kaye; ambos trabajaban en un breve espectáculo de Broadway, The Straw Hat Revue. Fine escribió la letra y la música del espectáculo. Aunque ambos no se conocían, descubrieron algunas cosas en común. Ambos habían nacido en Brooklyn, y Kaye había trabajado una vez para el padre de Fine, vigilando su consulta mientras el dentista se iba a comer. El Dr. Fine había despedido a su futuro yerno por hacer trabajos en madera con sus taladros dentales.
Le propuso matrimonio por teléfono mientras trabajaba en Florida; Fine estaba en Nueva York. Ella hizo el viaje a Fort Lauderdale, donde se casaron el 3 de enero de 1940.
Asumió un papel directo en la gestión de la carrera de su marido y escribió para él muchas de sus canciones, tanto en películas como en grabaciones. Las de la película The Court Jester fueron coescritas con Sammy Cahn. Fue productora asociada de algunas de las películas. Fine recibió un premio Peabody en 1980, y durante su carrera también fue nominada a dos Óscar y dos Emmy. Comenzó a trabajar en la producción televisiva con los programas de televisión de su esposo en la década de 1960.
Según The New York Times, "en la década de 1970, [Fine] emprendió una carrera independiente como productora de televisión y profesora. Comenzó a enseñar comedia musical en la Universidad del Sur de California en 1971 y en Yale en 1975. Produjo y narró el curso como un programa de 90 minutos de la PBS Musical Comedy Tonight (con el tiempo una serie de tres partes), lo que le valió un premio Peabody en 1979.
En 1975 fue productora ejecutiva del especial de televisión "Danny Kaye: Look in at the Metropolitan opera."
Produjo y editó Assignment Children, una película de UNICEF protagonizada por su esposo. En los últimos tres años de su vida, había estado escribiendo un libro sobre su vida con Kaye, Fine and Danny, para Knopf Books.

## Vida personal
Fine y Kaye tuvieron una hija, Dena (nacida el 17 de diciembre de 1946). Se separaron en septiembre de 1947, atribuyendo la separación a "dos personas que trabajaban muy duro." Se volvieron a reunir siete meses después, y siguieron casados hasta la muerte de él en 1987.
En 1992, su hija Dena Kaye fue citada en un artículo de periódico, recordando los consejos que Fine le dio y la influencia que tuvieron en su vida. Tanto Fine como Kaye estaban decididos a no influir en las decisiones de su hija a medida que crecía. En una entrevista de 1954, Kaye declaró: "Sea lo que sea lo que ella (Dena) quiera ser, lo será sin interferencias ni de su madre ni mías." Dena creció y se convirtió en periodista.

## Muerte
Sylvia Fine Kaye murió de enfisema a la edad de 78 años en su apartamento de Manhattan en 1991. Está enterrada junto a su marido en el Kensico Cemetery en Valhalla, Nueva York.

## Legado
Las carreras de Fine y Kaye están documentadas en la Colección Danny Kaye y Sylvia Fine de la Biblioteca del Congreso. Los materiales conservados en la colección incluyen manuscritos, partituras, guiones, fotografías, grabaciones sonoras y videoclips.
El Sylvia and Danny Kaye Playhouse del Hunter College de Nueva York se inauguró en 1988, con una donación de un millón de dólares de Sylvia Kaye.

## Lista de canciones seleccionadas de Sylvia Fine
- "Anatole of Paris" de The Secret Life of Walter Mitty (1947)
- "The Inspector General" y "Happy Times" (Johnny Green, Sylvia Fine) de The Inspector General (1949)
- "The Moon Is Blue" (Herschel Burke Gilbert, Sylvia Fine) de The Moon Is Blue (1953) - nominada al Óscar, Mejor canción original
- "Knock on Wood" de Knock on Wood (1954)
- "(You'll Never) Outfox the Fox" (Sammy Cahn, Sylvia Fine) de The Court Jester (1956)
- "The Five Pennies" de The Five Pennies (1959) - nominada al Óscar, Mejor canción original [14]
- "Lullaby in Ragtime," también de The Five Pennies